# Schafberg (Wien)
Der Schafberg ist ein 390 Meter hoher Berg in Österreich, der seit Ende des 19. Jahrhunderts die Grenze zwischen den Wiener Bezirken Hernals und Währing bildet.
Vom Schafberg aus kann man über ganz Wien und den Wienerwald sehen. Der großteils mit Wald bedeckte Berg stellt die höchste Erhebung Währings dar und liegt im Südwesten des Bezirksgebietes an der Grenze zu Hernals. Der Südhang des Schafberges ist mit Villen verbaut, während der Nordhang fast gänzlich mit Mischwald bedeckt ist. Am Berg liegt außerdem das Schafbergbad.
Am Schafberg befindet sich die unter Denkmalschutz stehende und Thomas Morus geweihte Schafbergkirche.

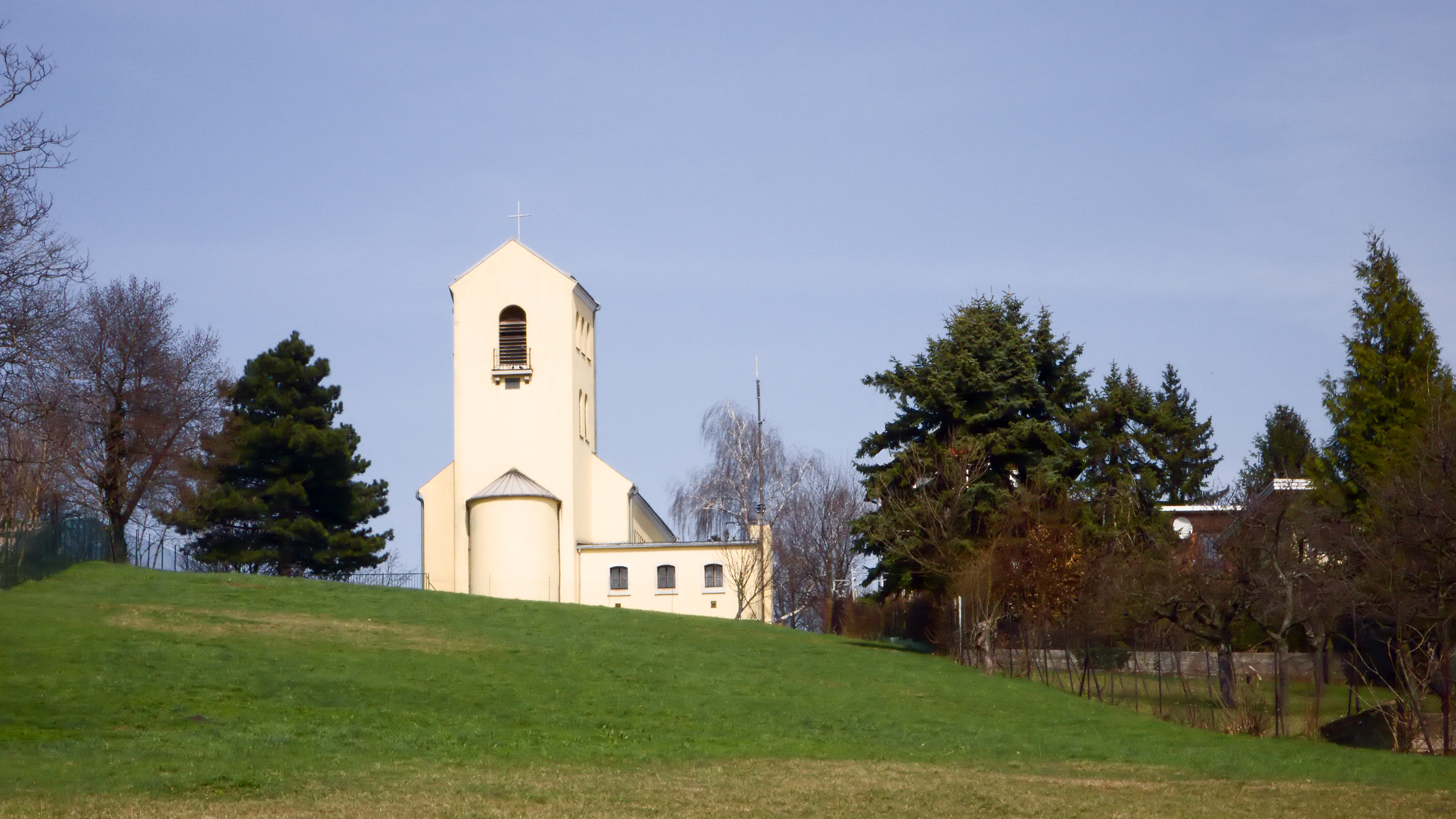
Die Schafbergkirche
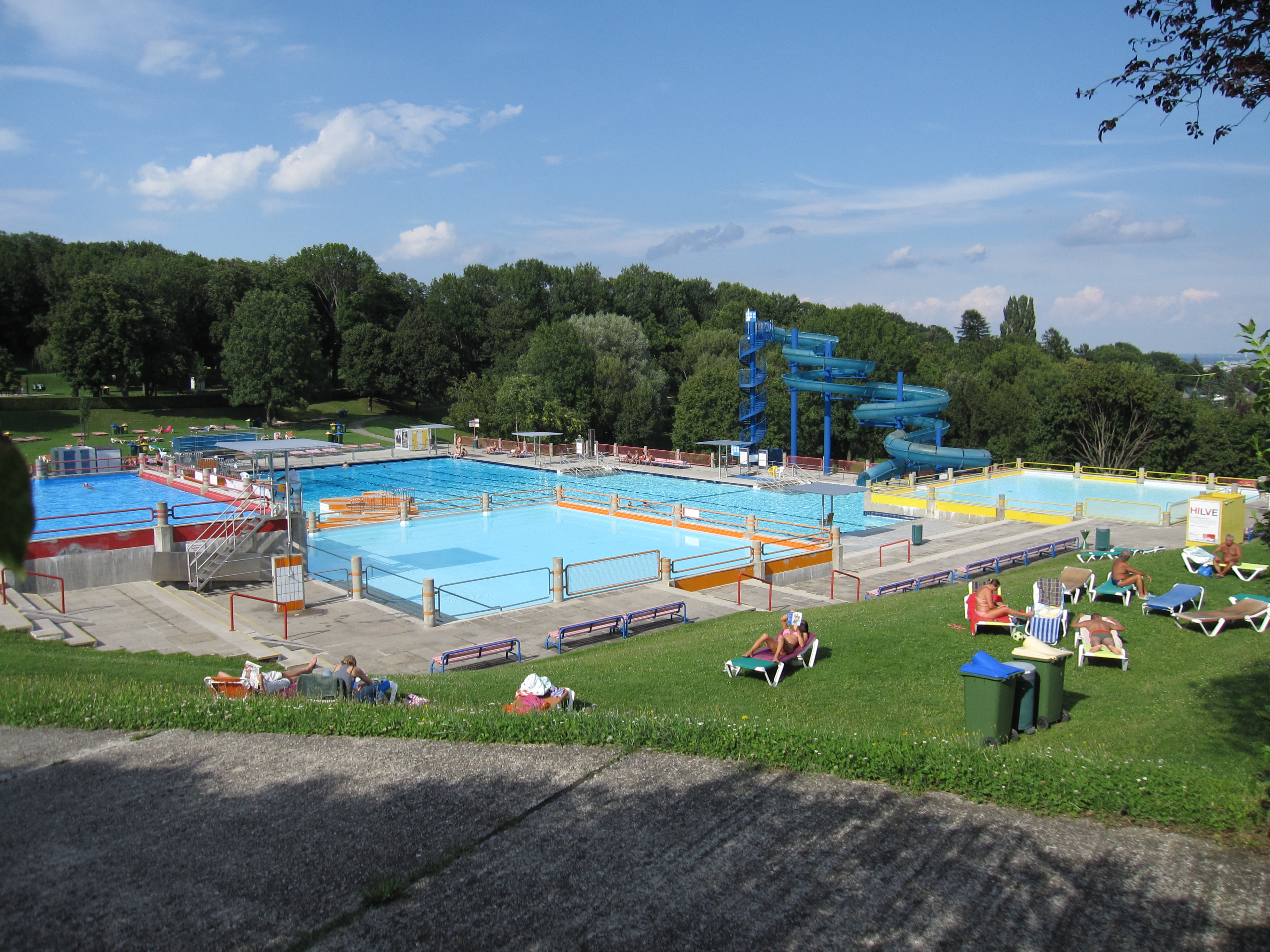
Das Schafbergbad